# Aulacaspis
Aulacaspis is een schildluizengeslacht uit de familie van de Diaspididae. De wetenschappelijke naam van het geslacht werd voor het eerst geldig gepubliceerd in 1893 door Theodore Dru Alison Cockerell.

## Soorten
- Aulacaspis aceris Takahashi, 1935
- Aulacaspis acronychiae Takagi & Martin, 2010
- Aulacaspis actinidiae Takagi, 1970
- Aulacaspis actinodaphnes Takagi, 1970
- Aulacaspis acuta Takagi, 2010
- Aulacaspis alangii Takagi, 2013
- Aulacaspis alisiana Takagi, 1970
- Aulacaspis altiplagae Chen, 1983
- Aulacaspis amamiana Takagi, 1961
- Aulacaspis anaimala Takagi, 2012
- Aulacaspis artocarpi Takagi, 2012
- Aulacaspis australis Brimblecombe, 1959
  - = Aulacaspis martini Williams & Watson 1988
- Aulacaspis cinnamomorum Takagi, 2014
- Aulacaspis cupulifera Takagi, 2012
- Aulacaspis cylicophora Takagi, 2012
- Aulacaspis ferrisi Scott, 1952
- Aulacaspis fici Takagi, 2013
- Aulacaspis guiyangensis Tian & Xing, 2022
- Aulacaspis jeraiana Takagi, 2014
- Aulacaspis kedahana Takagi, 2014
- Aulacaspis longanae Chen, Wu & Su 1980
- Aulacaspis medangena Takagi, 2014
- Aulacaspis neolitseae Takagi, 2014
- Aulacaspis obconica Takagi, 2014
- Aulacaspis otophorae  Takagi, 2013
- Aulacaspis paralonganae Tian & Xing, 2022
- Aulacaspis rosae (Bouché, 1833)
- Aulacaspis rosarum Borchsenius, 1958
- Aulacaspis shoreae Takagi, 2013
- Aulacaspis sirodamo Takagi, 2014
- Aulacaspis thorntoni Williams & Miller, 2010
- Aulacaspis ulukaliana Takagi, 2014
- Aulacaspis yabunikkei Kuwana, 1926
- Aulacaspis zunyiensis Wei, Jing & Zhang, 2016